# 1190
1190 (MCXC) je bilo navadno leto, ki se je po julijanskem koledarju začelo na ponedeljek.

## Dogodki

### Tretja križarska vojna
- januar - Nadaljuje se obleganje Akkona. Medtem ko nemška vojska pod vodstvom cesarja Friderika Barbarosse že prečka Anatolijo, se vojski angleškega kralja Riharda Levjesrčnega in francoskega kralja Filipa II. šele odpravljata na pot.

#### Konec poti Friderika I. Barbarosse
- 18. maj - Bitka pri Ikoniumu - Ikonijski Seldžuki Sultanata Rum so za cesarja Barbarosso preveč nadležni, zato zavzame njihovo prestolnico Ikonium[1] in zajame številne talce.
  - Poraz Seldžukov močno vznemiri Saladina, ki umakne glavnino vojske izpred Akkona, da bi se na severu spopadel z Barbarosso, preden bi se le-ta združil z glavnino križarjev.
- 10. junij - Saladinovi strahovi postanejo odvečni, ko cesar Friderik I. Barbarossa utone med prečkanjem reke Salef v Armenski Kikliji. Novi nemški kralj postane njegov najstarejši sin Henrik VI. ↓
- junij-oktober → V stanju popolne zmede razpade struktura nemške vojske, ponovno se okrepijo napadi Seldžukov in do Akkona nazadnje prispe zgolj okoli 5.000 križarjev, ki jih vodita Barbarossin sin vojvoda Friderik VI. Švabski in madžarski princ Geza Mlajši.
- 1. avgust - V Antiohiji se konča pot holandskega grofa Florijana III.. Nasledi ga sin Dirk VII.

#### Rihard Levjesrčni in Filip II.
- Kljub razglasu kralja Riharda, da je jude treba pustiti na miru, se pogromi nadaljujejo še v ostalih angleških mestih.↓
- 16. marec → Najhujši pogrom nad judi se zgodi v mestu York. Judje se znajdejo z družinami ujeti v stražnem stolpu, ki ga oblega fanatična krščanska drhal. Raje, kot da bi se predali, nekaj sto judov stori skupinski samomor.
- maj, junij - Šele potem, ko je na vodilne položaje namestil njemu uslužne ljudi, se Rihard končno odpravi na križarski pohod.
- 2. julij - Angleški in francoski križarji se združijo v Vézelayju ter gredo od tam skupaj do Lyona, ker se ločijo. Francozi pod vodstvom Filipa II. jo uberejo čez Alpe do Genove, Angleži pod vodstvom Riharda Levjesrčnega pa do Marseilla. Oboji se vkrcajo na ladje in potem prezimijo v Messini na Siciliji.↓
- → Na Siciliji Rihard osvobodi svojo sestro in kraljico-vdovo Ivano Angleško, ki jo je zaprl novi sicilski kralj Tankred.
- 4. oktober - Prebivalci Messine se upro zaradi Rihardovega vmešavanja v notranjo politiko. Rihard mesto zavzame in ga napravi za bazo angleške vojske. 1191 →

#### Zamorje
- 5. maj - Pomladi se ponovno okrepi dotok križarjev in materiala za gradnjo oblegovalnih naprav. Vse nove naprave uniči Saladinova vojska.
- 19. maj - Saladinova protiofenziva na križarski kamp pred Akkonom, ki traja osem dni. Ponovno status quo.
- julij - Saladin onemogoči oskrbovanje križarjev, ki oblegajo Akkon. V križarskem taboru se zato razmahne epidemija. Podobno nezdrave razmere so tudi v Tiru.
- 25. julij → Ena prvih žrtev epidemije je kraljica Sibila Jeruzalemska, ki premine v Tiru skupaj s hčerkama. Prestol po novem pripade njeni polsestri Izabeli, vendar se vdovec Gvido Lusignanski noče odpovedati prestolu.↓
- → Papeški legat je razveljavil zakon med Izabelo in njenim soprogom Humfrejem IV. Toronškim.
- 13. september - V Antiohiji umre zaradi mrzlice badenski mejni grof Herman IV.. Nasledi ga sin Herman V..
- 16. oktober - Med obleganjem Akkona huje zboli tudi turinški mejni grof Ludvik III.. Med vračanjem v domovino umre na Cipru. Nasledi ga brat Herman I.
- 24. november - Poroka med jeruzalemsko kraljico Izabelo in Konradom Montferraškim. Konrad je sicer bil že poročen s sestro bizantinskega cesarja Izaka II. Angela, ki je še živela, zato so se pojavile obtožbe o bigamiji.
- 19. december - Med obleganjem Akkona je ustanovljen Red tevtonskih vitezov bolnišnice svete Marije Jeruzalemske.[2]Prvo bazo je predstavljala poljska bolnišnica, ki so jo postavili nemški vitezi iz Bremna in Lübecka.

### Ostalo
- 18. februar - Umrlega mejnega grofa Meissena Oton II. nasledi sin Albert I.
- 16. avgust - Precej bizarne smrti je deležen lužiški grof Dedo III., ki želi na hitro shujšati, da bi se lahko stlačil v šlem in tako udeležil križarskega pohoda. Rane postanejo zaradi liposukcije gangrenozne.
- 21. avgust - Umrlega vojvodo Spodnje Lorene in deželnega grofa Brabanta Godfreja VIII. nasledi Henrik I. Brabantski.
- Izzide didaktični priročnik Ogledalo devic (Speculum Virginum), o vključevanju žensk v samostansko življenje.
- Srbski knez Štefan Njemanja ustanovi samostan Studenica.
- Rekonkvista: almohadskemu kalifu Jakubu al-Mansurju spodleti poskus zavzetja portugalskega Silvesa.
- Ibn Rušd objavi delo o skladnosti vere in razuma »Kitab fasl al-maqal«.
- Mojzes ben Majmon objavi delo Vodnik zablodelih, ki ga napiše v arabščini.
- Burmanski  kralj Narapatisithu stabilizira razmere v kraljevini s pomočjo Singalcev z Lanke. Namesto ljudskega mahajana budizma začne s pomočjo Singalcev ponovno uvajati ortodoksni teravadski budizem.

## Rojstva
- Egidij Asiški, italijanski frančiškanski menih, blaženi († 1262)
- Étienne de Bourbon, francoski inkvizitor († 1261)
- Guillaume le Vinier, francoski truver († 1245)
- Henrik I. iz Müllenarka, kölnski nadškof († 1238)
- Henrik II., francoski plemič, grof Bara († 1239)
- Henrik II., nemški plemič, grof Nassaua († 1251)
- Herman V., mejni grof Badna († 1243)
- Jordan Saksonski, veliki mojster reda dominikancev († 1237)
- Marija Brabantska, rimsko-nemška cesarica, soproga Otona IV. († 1260)
- Vilijem III., sicilski kralj († 1198)
- Vilijem iz Sherwooda, angleški filozof in logik († 1249)
- Vincent iz Beauvaisa, francoski enciklopedist († 1264)
- Władysław Odonic, vojvoda Velikopoljske († 1239)

## Smrti
- 18. februar - Oton II., meissenški mejni grof (* 1125)
- 15. marec - Izabela Hainaulška[3], francoska kraljica, soproga Filipa II. (* 1170)
- 23. marec - Saigjo Hoši, japonski pesnik (* 1118)
- 6. maj - Friderik iz Hausna, nemški pesnik, minnesinger
- 10. junij - Friderik I. Barbarossa, rimsko-nemški cesar (* 1122)
- 25. julij - Sibila Jeruzalemska, kraljica Jeruzalema, grofica Jaffe in Askalona (* 1160)
- 1. avgust - Florijan III., holandski grof (* 1138)
- 16. avgust - Dedo III., lužiški mejni grof (* 1142)
- 21. avgust - Godfrej VIII., vojvoda Spodnje Lorene, deželni grof Brabanta (* 1142)
- 13. september - Herman IV., badenski mejni grof, križar (* 1135)
- 16. oktober - Ludvik III., deželni grof Turingije, križar (* 1151)
- 3. november - Dipold Berški, škof Passaua, križar (* 1140)
- 19. november - Baldvin iz Forda, canterburyjski nadškof (* 1125)
- Hagani, perzijski pesnik (* 1121)
- Marija Komnena, bizantinska princesa, madžarska kraljica (* 1144)
- Mojzes Kimhi, francoski judovski talmudist in slovničar (* 1127)
- Ranulf de Glanvill, angleški višji sodnik in pravnik

## Opomba
1. ↑  tur. Konya
2. ↑  Krajše imenovan: Tevtonski viteški red, tevtonski vitezi, nemški viteški red, križniki.  Leta 1237 se je Tevtonskemu redu pridružil Red bratov meča, ki je z novim imenom Livonski red postal avtonomen del Tevtonskega reda. Deloval je predvsem po današnji Estoniji in Latviji. V navajanju dogodkov je uporabljeno splošno in krajše poimenovanje križniki, razen kadar gre za dogodke, ki so povezani z Livonskim redom. V tem primeru je pod dogodkom posameznega leta imenovan zgolj slednji, ki pa je organizacijsko del nadrejenega Tevtonskega viteškega reda - oziroma krajše - križnikov.
3. ↑  Iz grofije Hainault, izgovorjeno [ɛno].